# Günther Gehmert
Günther Gehmert (* 9. Februar 1913 in Berlin; † 9. Juni 1940 in Montaigu, Département Vendée, Frankreich) war ein deutscher Leichtathlet, der sich auf den Hochsprung spezialisiert hatte.
Der 1,88 m große und 86 kg schwere Athlet nahm zusammen mit Gustav Weinkötz und Hans Martens an den Olympischen Spielen 1936 in Berlin teil. Während Hans Martens bereits bei der Anfangshöhe von 1,70 m ausschied, übersprang Günther Gehmert ebenso wie Gustav Weinkötz mühelos die Qualifikationshöhe von 1,85 m. Im Finale konnten beide Athleten sich steigern. Günther Gehmert kam auf 1,90 m und Gustav Weinkötz auf 1,94 m, was ihnen in dem hochklassigen Feld – die ersten vier Athleten sprangen 2 Meter oder höher – die Plätze zehn bzw. sechs einbrachten.
Im Jahr 1939 gewann Günther Gehmert seine einzige deutsche Meisterschaft nach drei dritten Plätzen in den Jahren 1935, 1936 und 1937.
Seine persönliche Bestleistung liegt bei 1,95 m, aufgestellt im Jahr 1935.
Günther Gehmert startete für den Sportverein Siemens Berlin, ab 1937 für den DSC Berlin. 1940 starb er im Zweiten Weltkrieg.